# Marava pulchella
Marava pulchella är en tvestjärtart som först beskrevs av Jean Guillaume Audinet Serville 1839.  Marava pulchella ingår i släktet Marava och familjen Labiidae. Inga underarter finns listade i Catalogue of Life.